# Eugenio Giuseppe Togliatti
Pour les articles homonymes, voir Togliatti.
Eugenio Giuseppe Togliatti (Orbassano, 3 novembre 1890 – Gênes, 5 octobre 1977) est un mathématicien italien, connu pour ses contributions à la géométrie projective dans ses aspects algébriques et différentiels. Appartenant à l'école italienne de géométrie algébrique, il est connu entre autres pour la construction d'une surface algébrique qui porte son nom.

## Biographie
Eugenio Giuseppe Togliatti naît à Orbassano, près de Turin, fils d'Antonio Togliatti, comptable administratif, et de Teresa Viale, enseignante. Son frère cadet, Palmiro Togliatti, est un homme politique, fondateur du Parti communiste. 
En 1908, il obtient une licence de physique-mathématique à l'Institut technique de Sondrio, puis, en 1912, un diplôme de mathématiques à l'université de Turin. Il se spécialise en géométrie sous la direction de Corrado Segre, Enrico D'Ovidio, Guido Fubini et Gino Fano, dont il devient l'assistant après l'obtention de son diplôme. Il est réquisitionné durant la Première Guerre mondiale puis, en 1919, il est assistant à l'université de Turin et à l'École polytechnique. De 1924 à 1926, il est professeur extraordinaire à l'Université de Zurich et, en 1926, il est nommé professeur ordinaire de géométrie à l'université de Gênes. Il prend sa retraite académique en 1961.
Dans les années 1930, il est l'un des rédacteurs de l'Encyclopédie Treccani pour les entrées relatives aux mathématiques, et collabore à certaines entrées de l'Encyclopédie des mathématiques élémentaires. En 1944, il est contraint d'arrêter d'enseigner en raison de persécutions politiques. Il reprend l'enseignement en 1945 à Gênes où il est doyen de la faculté des sciences de 1931 à 1963, et directeur de l'Institut mathématique de 1933 à 1966. 
Il est membre de l'Académie des Lyncéens, président de la Société Mathesis de 1957 à 1959 et membre du Conseil supérieur de l'instruction publique de 1958 à 1966. Il est également membre de l'Académie des sciences de Turin et de l'Académie ligurienne des sciences et des lettres, dont il a également été président de la classe scientifique.

## Activité scientifique
Ses recherches se font dans le domaine de la géométrie analytique, projective et différentielle, et algébrique. il se consacre également à l'histoire des mathématiques, notamment comme biographe du mathématicien allemand Hermann Günther Grassmann.
En juin 1960, il participa au mouvement de protestation contre le gouvernement Tambroni et le congrès prévu à Gênes du Mouvement social italien.
Il meurt à Gênes en 1977.

## Hommages
En 1994, la bibliothèque de mathématiques et d'informatique (CSBMI) de l'Université de Gênes prend le nom de Eugenio Togliatti.